# Parlamento de Botsuana
El Parlamento de Botsuana consta del Presidente y la Asamblea Nacional. En contraste con otros sistemas parlamentarios, el Parlamento elige al Presidente directamente  por un plazo de cinco años. Existe la figura de la reelección indefinida. El Presidente es jefe de Estado y de gobierno en el sistema republicano parlamentario de Botsuana. 
- El Ntlo ya Dikgosi es un órgano consultivo que no forma parte del Parlamento.

Botsuana es la única nación en el continente africano desde el fin del mandato colonial en haber conseguido un registro limpio de elecciones libres y justas desde la independencia, habiendo celebrado 10 elecciones desde 1966 sin ningún incidente serio de corrupción.
Botsuana es considerada, junto a la Sudáfrica post-apartheid, la nación más democrática en África.